# Szulfamoxol
A szulfamoxol (INN: sulfamoxole) közepes hatásidejű szulfonamid típusú antibiotikum. Rendszerint trimetoprimmel együtt alkalmazzák, mert a két szer erősíti egymás hatását.
Javallatok: agyhártyagyulladás, szepszis, középfülgyulladás, mandulagyulladás, légúti, emésztőrendszeri és a női nemi szervek, valamint a bőr bakteriális fertőzései ellen.
A hatásmód, ellenjavallatok, mellékhatások azonosak a többi szulfonamidéival; lásd a szulfametizolnál.

## Adagolás
Felnőttek kezdő adagja (1–2 napig) naponta kétszer 1 g, utána naponta kétszer 0,5 g.
Gyermekek kezdő adagja 50–60 mg/tskg, majd 25–30 mg/tskg naponta háromszor. A legnagyobb napi adag 75 mg/tskg.

## Fizikai/kémiai tulajdonságok
Halványsárga kristályos por. Vízben gyakorlatilag nem, metil-alkoholban és dimetil-szulfoxidban oldódik.
|         | szájon át | intra- peritoneális | intravénás | bőr alá |
| ------- | --------- | ------------------- | ---------- | ------- |
| patkány | > 12500   | 2500                |            |         |
| egér    | 15200     | 1800                | 1          | 1285    |

## Készítmények
A nemzetközi gyógyszerkereskedelemben:
- önállóan: Justamil, Oxasulfa, Sulfavigor, Sulfmidil, Sulfuno, Tardamid, Tardamide
- trimetoprimmel kombinációban: Cortina DS, Cortina SS, Supristol, Trimoxol

Magyarországon nincs forgalomban.